# 鼠皮树
鼠皮树（学名：Rhamnoneuron balansae）为瑞香科鼠皮树属下的一个种。